# Sara Nilsson
Sara Nilsson (3 maggio 1995) è una calciatrice svedese, centrocampista dell'Aarau.

## Statistiche

### Presenze e reti nei club
Statistiche aggiornate all'11 gennaio 2022.
| Stagione              | Squadra               | Campionato            | Campionato | Campionato | Coppe nazionali | Coppe nazionali | Coppe nazionali | Coppe continentali | Coppe continentali | Coppe continentali | Altre coppe | Altre coppe | Altre coppe | Totale | Totale |
| Stagione              | Squadra               | Comp                  | Pres       | Reti       | Comp            | Pres            | Reti            | Comp               | Pres               | Reti               | Comp        | Pres        | Reti        | Pres   | Reti   |
| --------------------- | --------------------- | --------------------- | ---------- | ---------- | --------------- | --------------- | --------------- | ------------------ | ------------------ | ------------------ | ----------- | ----------- | ----------- | ------ | ------ |
| 2015                  | Jitex BK              | E                     | 19         | 2          | CS              | 1               | 0               | -                  | -                  | -                  | -           | -           | -           | 20     | 2      |
| 2016                  | Jitex BK              | Div 1                 | 22         | 17         | CS              | 1               | 0               | -                  | -                  | -                  | -           | -           | -           | 20     | 2      |
| Totale Jitex BK       | Totale Jitex BK       | Totale Jitex BK       | 41         | 19         |                 | ?               | ?               |                    | -                  | -                  |             | -           | -           | ?      | ?      |
| 2017                  | Kungsbacka DFF        | E                     | 20         | 2          | CS              | -               | -               | -                  | -                  | -                  | -           | -           | -           | 20     | 2      |
| 2018                  | Kungsbacka DFF        | E                     | 26         | 6          | CS              | 2               | 0               | -                  | -                  | -                  | -           | -           | -           | 28     | 6      |
| 2019                  | Kungsbacka DFF        | D                     | 18         | 4          | CS              | 1               | 0               | -                  | -                  | -                  | -           | -           | -           | 19     | 4      |
| Totale Kungsbacka DFF | Totale Kungsbacka DFF | Totale Kungsbacka DFF | 64         | 12         |                 | 3               | 0               |                    | -                  | -                  |             | -           | -           | 67     | 12     |
| 2020-2021             | Florentia S.G.        | A                     | 14         | 2          | CI              | 4               | 0               | -                  | -                  | -                  | -           | -           | -           | 18     | 2      |
| 2021-gen. 2022        | Verona                | A                     | 10         | 0          | CI              | 2               | 0               | -                  | -                  | -                  | -           | -           | -           | 12     | 0      |
| gen.-giu. 2022        | Aarau                 | WSL                   | 0          | 0          | CS              | 0               | 0               | -                  | -                  | -                  | -           | -           | -           | 0      | 0      |
| Totale carriera       | Totale carriera       | Totale carriera       | 129        | 33         |                 | 11              | 0               |                    | -                  | -                  |             | -           | -           | 140    | 33     |

## Palmarès

### Club
- Campionato svedese di seconda divisione: 1

Kungsbacka: 2018